# Alfons Van Brandt
Alfons Van Brandt (Nijlen, 1927. június 24. – 2011. augusztus 24.), becenevén Fons, belga labdarúgóhátvéd.